# Sebastes macdonaldi
Sebastes macdonaldi és una espècie de peix pertanyent a la família dels sebàstids i a l'ordre dels escorpeniformes.

## Descripció
Pot assolir els 66 cm de llargària màxima i els 2,7 kg de pes. 12-14 espines i 12-14 radis tous a l'única aleta dorsal i 3 espines i 7-8 radis tous a l'anal. 26 vèrtebres. 7 radis branquiòstegs. Línia lateral contínua, de color rosa-vermell i vorejada per un color més fosc. 9-12 branquiespines al membre superior i 26-28 a l'inferior. Absència d'aleta adiposa. Cap espina i 18-20 radis tous a les aletes pectorals i 1 espina i 5-5 radis tous a les pelvianes. Dors de color negre-vermell, el qual esdevé vermellós en atansar-se als flancs i el cap. Aletes pelvianes i caudal de color negre (la dorsal, l'anal i les pelvianes contenen quantitats menors de pigment negre). Aleta caudal còncava. Pot ésser confós amb Sebastes paucispinis, tot i que aquest darrer no té la línia lateral de color rosa. Peritoneu fosc. La forma entre els ulls és de plana a convexa. Os lacrimal amb 3-4 espines al marge inferior.

## Reproducció
És de fecundació interna i vivípar amb larves planctòniques. El període de fresa a la regió del corrent de Califòrnia té lloc entre el gener i el maig.

## Alimentació
Es nodreix de polps, calamars i peixets. El seu nivell tròfic és de 3,12.

## Hàbitat i distribució geogràfica
És un peix marí, demersal (entre 91 i 350 m de fondària, encara que els joves fins als 6 cm de longitud són pelàgics) i de clima subtropical (37°N-23°N), el qual viu al Pacífic oriental central: els fons rocallosos des de Califòrnia (els Estats Units) fins al sud de Baixa Califòrnia (Mèxic) i el golf de Califòrnia (entre 28° 58′ N i 26° 59′ N), incloent-hi el corrent de Califòrnia. Les poblacions del golf de Califòrnia i les de la costa del Pacífic són genèticament similars, la qual cosa suggereix que hi ha, o fins fa poc hi havia, moviment d'individus entre totes dues zones.

## Observacions
És inofensiu per als humans, el seu índex de vulnerabilitat és d'alt a molt alt (68 de 100), és una espècie important per a la pesca esportiva i es comercialitza sencer o en filets (encara que és una espècie relativament desconeguda per als pescadors comercials dels Estats Units, aquest peix és molt popular als mercats de peix de Mèxic -com ara, el d'Ensenada a la Baixa Califòrnia- i considerat una menja exquisida per alguns pescadors locals).